# Allopachria bianae
Allopachria bianae är en skalbaggsart som beskrevs av Wewalka 2010. Allopachria bianae ingår i släktet Allopachria och familjen dykare. Inga underarter finns listade i Catalogue of Life.